# Artiom Kósov
Artiom Viacheslávovich Kósov –en ruso, Артём Вячеславович Косов– (Kazán, URSS, 4 de agosto de 1986) es un deportista ruso que compitió en remo. Está casado con la remera Hanna Kravchenko.
Ganó cuatro medallas en el Campeonato Europeo de Remo entre los años 2011 y 2016.

## Palmarés internacional
| Campeonato Europeo | Campeonato Europeo     | Campeonato Europeo | Campeonato Europeo |
| Año                | Lugar                  | Medalla            | Prueba             |
| ------------------ | ---------------------- | ------------------ | ------------------ |
| 2011               | Plovdiv (Bulgaria)     | Medalla de bronce  | Doble scull        |
| 2014               | Belgrado (Serbia)      | Medalla de plata   | Ocho con timonel   |
| 2015               | Poznań (Polonia)       | Medalla de bronce  | Ocho con timonel   |
| 2016               | Brandeburgo (Alemania) | Medalla de bronce  | Cuatro scull       |